# Aria (historische Region)
Aria (auch Areia, altpersisch Haraiva) ist der antike Name einer historischen Landschaft in Zentralasien, die weitgehend der heutigen afghanischen Provinz Herat entspricht. Benannt war die Region nach dem Fluss Areios oder Arios, dem heutigen Harirud. Bewohnt wurde sie von einem iranischen Volk, das in diesem Gebiet ca. 1500 v. Chr. einsiedelte. Das Wort „Aria“ ist eine aus dem Altiranischen abgeleitete griechische Bezeichnung und bedeutet so viel wie „edel“ oder „rein“. Es entspricht dem später in Europa ethno-politisch umgedeuteten Begriff „(Heimat der) Arier“.
Nach Richard Nelson Frye ist diese Region das Ursprungsland der indoiranisch-sprachigen Arier. Hier verzweigten sich diese in:
- Vorfahren der Meder und Perser, welche Richtung Westen bzw. Südwesten wanderten
- Vorfahren der späteren Sanskrit-Völker in Indien, welche über den Hindukusch in Richtung Südosten wanderten
- Vorfahren der Baktrer und Sogdier, welche in Richtung Osten und Nordosten wanderten
- viele andere Gruppen, die in Richtung Norden wanderten, wie beispielsweise die Vorfahren der Parther, der späteren Osseten, Sarmaten und Alanen

Nach der Überlieferung von Herodot wurde unter den Achämeniden Aria dem Perserreich einverleibt und bildete zusammen mit Parthien, Choresmien und Sogdien eine Satrapie. Nach der Eroberung des Reiches durch Alexander den Großen und dem späteren Fall des griechischen Seleukidenreiches begannen von hier aus der Siegeszug und die Reichsgründung der späteren Parther. Nach der arabischen Eroberung Persiens gehörte die Region zum Kerngebiet der ostpersischen Provinz Chorasan. Seit 1848 gehört die Region zum Staatsgebiet Afghanistans.